# Warcisław VI de Poméranie
Warcislaw VI de Poméranie (en polonais Warcisław VI, en allemand Wartislaw VI.) est né vers 1345 et est décédé le 13 juin 1394 à Klępino Białogardzkie. Il est duc de Poméranie.

## Biographie
Warcislaw VI est le fils de Barnim IV de Poméranie et de Sophie de Mecklembourg-Werle. Il est le frère aîné de Bogusław VI.
Après la mort de son père en 1365, les relations entre ses deux oncles Boguslaw V et Warcislaw V se détériorent et une guerre éclate entre les deux frères. Warcislaw, soutenu par le prince de Mecklembourg, réclame une partie du duché pour lui seul. À la fin de l’année 1367, un accord est conclu entre les protagonistes. Boguslaw V garde la Poméranie centrale (la partie de la Poméranie occidentale à l'est de l'Oder). Les fils de Barnim IV (Warcislaw VI et Boguslaw VI) reçoivent la Poméranie occidentale avec Rügen et Usedom. Warcisław V obtient le petit duché indépendant de Szczecinek qui n’existera que jusqu’à sa mort en 1390.
À partir de 1376, Warcislaw VI règne sur le duché de Barth alors que son frère règne sur le duché de Wolgast. À la mort de son frère cadet en 1393, il lui succède à Wolgast.
Warcisław VI a épousé Anne de Mecklembourg-Stargard fille de Jean Ier de Mecklembourg-Stargard qui lui a donné trois enfants :
- Barnim VI
- Warcislaw VIII
- Sophie, mariée le 11 novembre 1388 à Henri Ier de Brunswick